# Phacellaria
Phacellaria es un género con once especies de plantas de flores perteneciente a la familia Santalaceae. 

## Especies seleccionadas
- Phacellaria caulescens
- Phacellaria compressa
- Phacellaria fargesii
- Phacellaria ferruginea
- Phacellaria glomerata
- Phacellaria gracilis
- Phacellaria malayana
- Phacellaria panicea
- Phacellaria rigidula
- Phacellaria tonkinensis
- Phacellaria wattii